# Java Message Service
Java Message Service (JMS) — стандарт проміжного ПЗ для розсилання повідомлень, який дозволяє додаткам, що розроблені на платформі Java EE, створювати, посилати, отримувати та читати повідомлення. Комунікація між компонентами, що використовують  JMS, асинхронна (процедура не очікує відповіді на повідомлення) і незалежна від виконання компонентів.
JMS підтримує дві моделі обміну повідомленнями: «від точки до точки» і «видавець-підписник».
Модель «від точки до точки» характеризується наступним:
- Кожне повідомлення має тільки одного адресата
- Повідомлення стає в  чергу адресата і може бути прочитаним будь-коли. Якщо адресат не працював в момент відсилання повідомлення, то повідомлення не зникне.
- Після отримання повідомлення адресат посилає сповіщення.

Модель «видавець-передплатник» характеризується наступним:
- Передплатник підписується на певну «тему»
- Видавець публікує своє повідомлення. Його отримують всі передплатники даної теми
- Одержувач повинен працювати і бути підписаним в момент відправки повідомлення

## ПО, яке підтримує стандарт JMS
Open source :
- Apache ActiveMQ
- OpenJMS from The OpenJMS Group
- JBoss Messaging from JBoss
- JORAM [Архівовано 20 лютого 2010 у Wayback Machine.] from OW2

Пропрієтарні:
- TIBCO EMS
- Sonic MQ
- webMethods Broker Server from webMethods
- WebSphere Application Server from IBM
- WebSphere MQ from IBM (formerly MQSeries)
- SAP NetWeaver WebAS Java JMS from SAP AG
- Oracle AQ
- Sun Java System Message Queue … also available as Open Source
- BEA Weblogic